# Řád národní svobody 1941–1944
Řád národní svobody 1941–1944 (bulharsky: Орден Народна Свобода 1941–1944 гр) bylo státní vyznamenání Bulharské lidové republiky založené roku 1945. Udíleno bylo za zásluhy v boji proti fašismu v období před 9. zářím 1944.

## Historie a pravidla udílení
Řád byl založen dne 9. září 1945. Udílen byl občanům Bulharska za projevenou odvahu a statečnost během osvobozeneckého boje pokud se tak stalo před datem 9. září 1944. Také cizinci mohli být oceněni za své zásluhy v boji proti fašismu. Řád mohl být udělen i posmrtně. Medaile byly nejdříve vyráběny v soukromé dílně a od roku 1952 ve státní mincovně v Sofii.
Prvním vyznamenaným byl přední bulharský komunistický politik Georgi Dimitrov. Po pádu komunistického režimu byl řád dne 5. dubna 1991 zrušen. Od svého založení až do zrušení byl udělen v 68 265 případech. Mezi vyznamenanými bylo i šest dětí, které byly zastřeleny spolu s dalšími obyvateli obce Jastrebino dne 19. prosince 1943 za pomoc bulharským partyzánům. Nejmladšímu z nich bylo 7 let.

## Insignie
Řádový odznak I. třídy měl podobu bíle smaltované pěticípé hvězdy o průměru 52 mm, která byla položena na pozlacené pěticípé hvězdě se širšími rameny a o průměru 54 mm. Řádový odznak II. třídy měl podobu červeně smaltované pěticípé hvězdy pod úhlem položená na bíle smaltované hvězdě se širšími rameny. Uprostřed byl kulatý medailon se zlatým portrétem bulharského básníka a revolucionáře Christa Boteva, který byl v roce 1876 jedním z vůdců dubnového povstání proti osmanské moci. V případě II. třídy byl portrét stříbrný. Okolo medailonu byl zeleně smaltovaný kruh se zlatým nápisem v cyrilici За Народна Свобода 1941–1944 (za národní svobodu 1941–1945). Mezi jednotlivými ražbami existují mírné rozdíly, zadní strana je však vždy hladká.
Původně byl odznak udílen bez stuhy. Později byl odznak připojen ke kovové destičce v podobě pětiúhelníku potažené stuhou. Stuha byla červená s pruhy stříbřité barvy při obou okrajích. V případě II. třídy byl vedle širšího pruhu ještě velmi úzký proužek stejné barvy.

## Třídy
Řád byl udílen ve dvou třídách.
- I. třída
- II. třída